# Альбрехт Австрійський, герцог Тешенський
Альбрехт Фрідріх Рудольф Австрійський, герцог фон Тешен (нім. Erzherzog Albrecht Friedrich Rudolf von Österreich-Teschen; 1817, Відень—1895 Арко) — ерцгерцог Австрійський, герцог Тешенський, фельдмаршал (1863), військовий діяч Австрійської імперії, обіймав посади головнокомандувача та генерал-інспектора Австрійської армії. Багатий землевласник та колекціонер мистецтва.

## Біографія

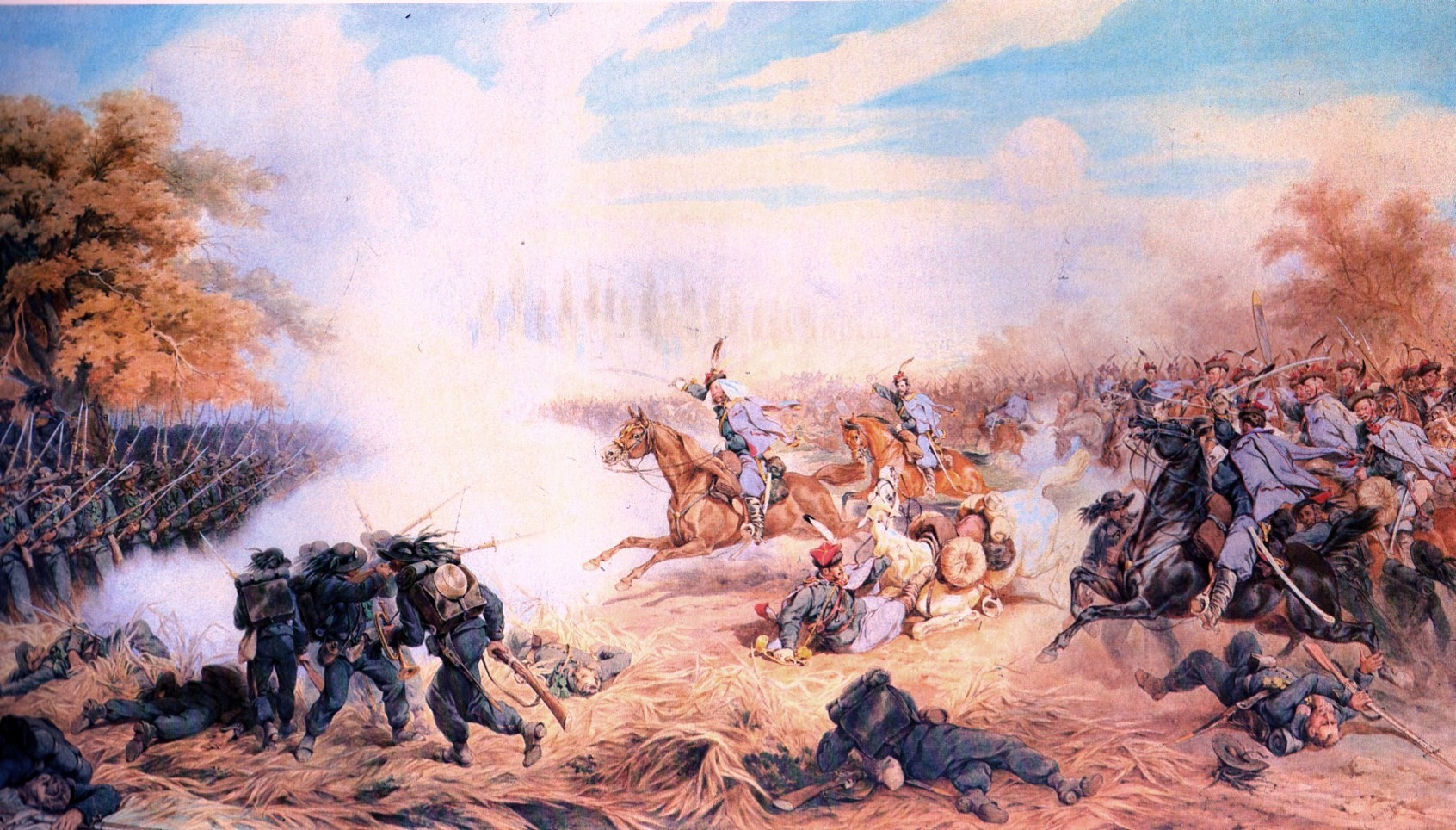
Атака Ц. і. К. уланського полку № 13 в битві під Кустоцою, 1866 р.

Ерцгерцог Альбрехт народився у Відні 3 серпня 1817 р. в родині видатного австрійського військовика епохи наполеонівських війн ерцгерцога Карла та принцеси Генрієтти Нассау-Вейльбурзької, яка померла, коли дитині було 13 років. Ерцгерцог Альбрехт був онуком імператора Леопольда ІІ.

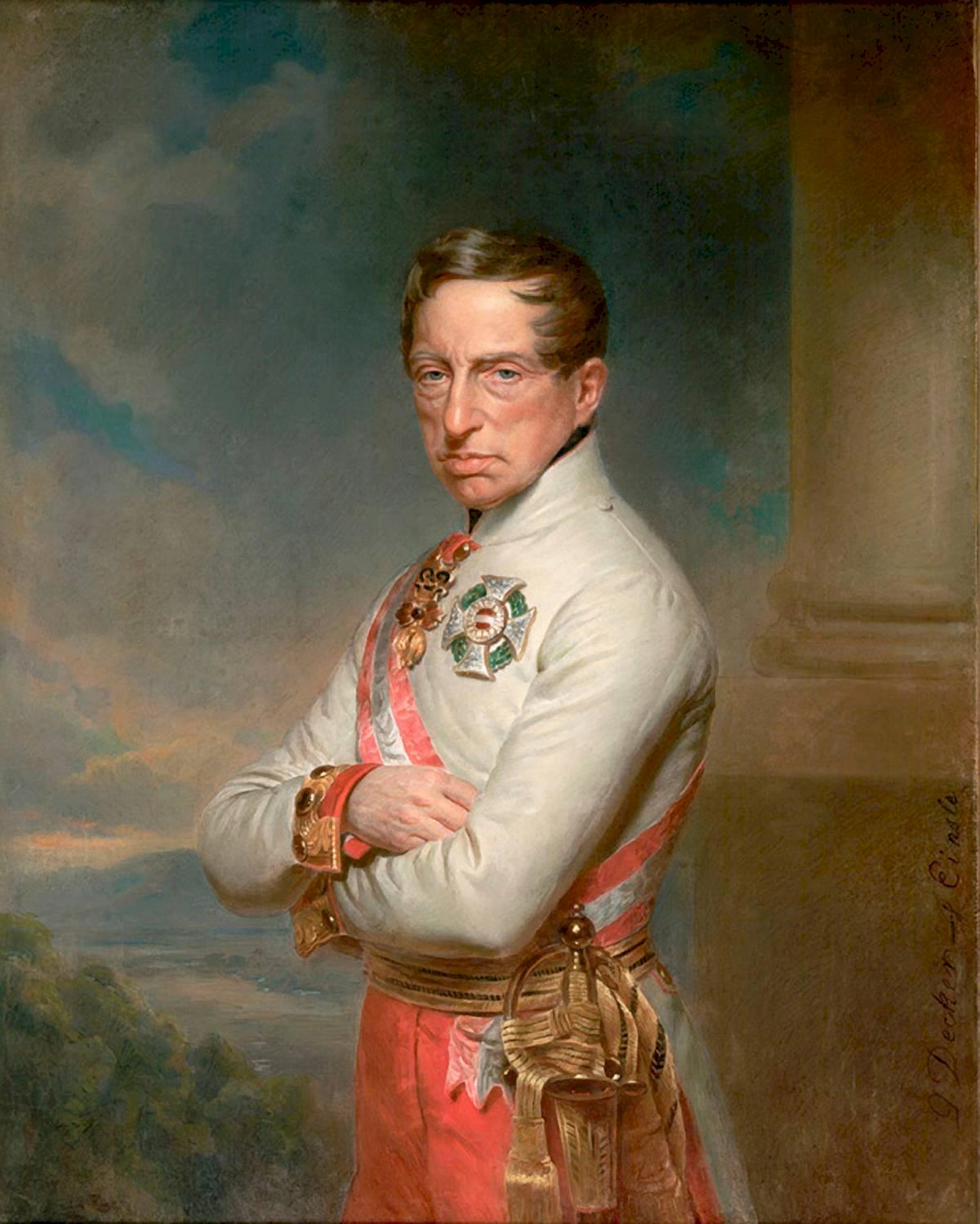
Батько Альбрехта - ерцгерцог Карл Тешенський (1771-1847). Портрет роботи Георга Декера.
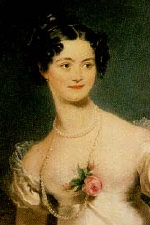
Мати ерцгерцога - Генріета Нассау-Вейльбурзька (1797-1829).
Ерцгерцог Карл Тешенський з дружиною та дітьми. Іоган Ендер, 1832.

Альбрехт не мав фахової військової освіти. Теорію військової науки йому викладав особисто батько вдома. Шляхетне походження дозволило ерцгерцогу рано розпочати військову службу. У 1836 р., коли Альбрехту було 19 років його призначили командувати батальйоном Ц. і К. піхотного полку № 13 в Граці. У 1839 р. імператорським указом підвищено до підполковника і призначено в 4-й кірасирський барона Менгдена полк, який дислокувався в Угорщині.
1844 року отримав звання фельдмаршал-лейтенанта (у 27-річному віці) та посаду командувача військової залоги Відня. У 1848 р. покидає цей пост через загострення політичної ситуації в монархії.
Після тривалого відсторонення від військової справи пішов добровольцем до італійської армії фельдмаршала Радецького на війну з Сардинським королівством.В грудні цього ж року отримує посаду командира дивізії в ІІ армійському корпусі. З нею бере участь в битвах під Мортарою (21 березня 1849 р.) та Новарою (23 березня 1849 р.) та взятті Ліворно, що поклало край Тосканському повстанню.
У 1850 р. призначений командувати ІІІ армійським корпусом в Богемії, на випадок військової агресії з боку Пруссії. Під час Східної війни 1853—1856 рр. командував обсерваційною армією.
З 1851 по 1860 був цивільним та військовим губернатором Угорщини. Оскільки політичні справи ерцгерцогу не були до вподоби, то він не зрадів цій посаді. У 1859 р., коли розпочалась війна з Сардинією, був відправлений з дипломатичними повноваженнями до Берліна, але місія не зазнала успіху.
З 1860 р. із задоволенням став до лав війська, очолював VIII армійський корпус. У 1863 р. отримав найвищий чин у австрійському війську — фельдмаршала.
У 1866 р. з початком бойових дій проти Пруссії та Італії отримує в своє командування Південну армію, австрійські війська в Італії. Рекомендував імператору Францу Йосифу І на пост очільника Північної армії Людвіга Бендека. Останній не погоджувався на це призначення, але ерцгерцог Альбрехт його переконав.
24 червня 1866 р. армія під керівництвом ерцгерцога Альбрехта отримала блискучу перемогу під Кустоцою. Ця подія підняла авторитет ерцгерцога в австрійському суспільстві. Але на богемському театрі військових дій Австрію спіткала невдача. Північна армія була розбита в битві під Садовою. Після цього ерцгерцог Альбрехт став очільником обох армій, та воювати вже не довелось, так як було досягнуто мирних домовленостей в Нікольсбурзі.
Після війни Альбрехт був призначений армійським генерал-інспектором. На цій посаді він стане одним з визначних теоретиків та організаторів Австро-Угорської армії. Ерцгерцог писав теоретичні праці, спираючись на досвід кампаній проти Італії та Пруссії. Піклувався практичною підготовкою офіцерського складу, організацією військових маневрів (зокрема весняних маневрів 1893 р. в Угорщині).
Помер 18 лютого 1895 р. в м. Арко в Тіролі. Похований в Імператорському склепі у віденської Церкви капуцинів.

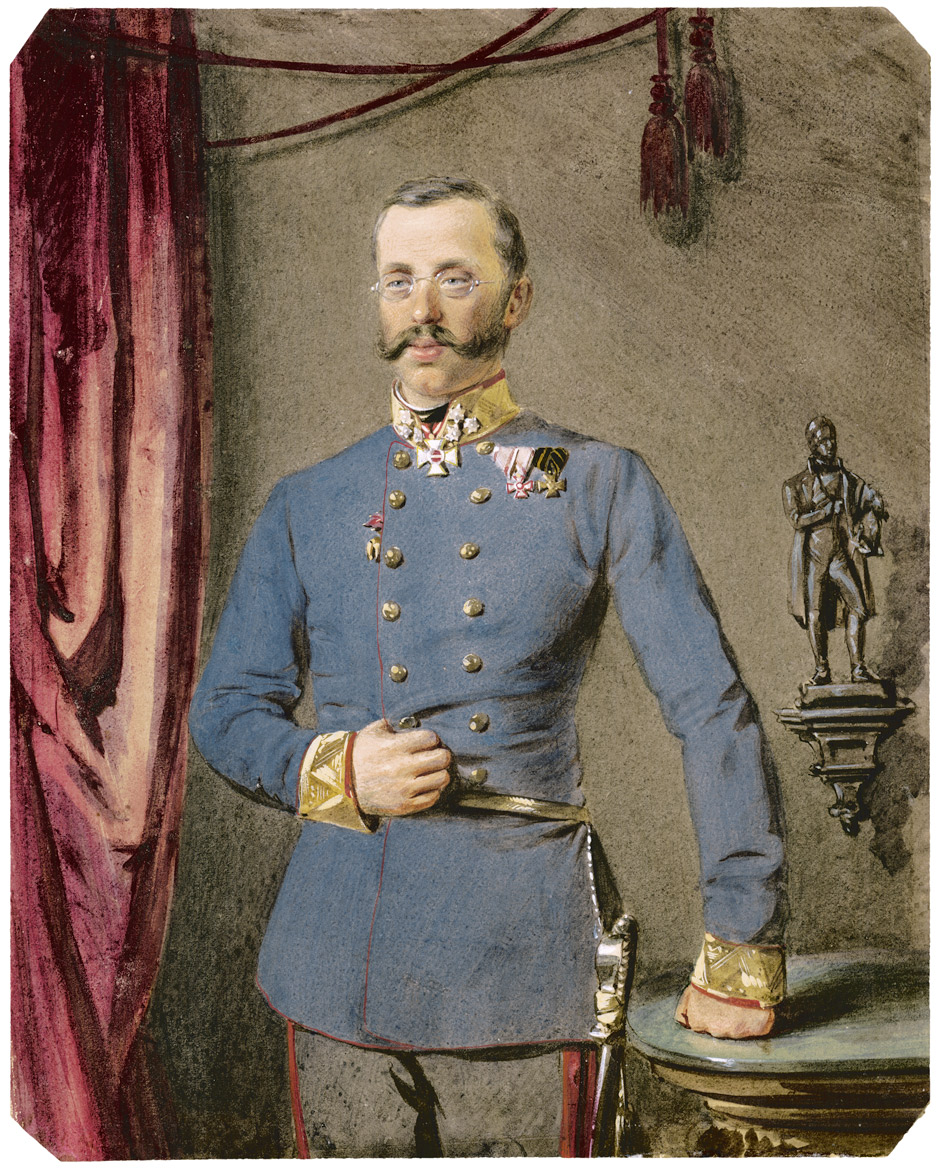
Ерцгерцог Альбрехт у 1870 р.
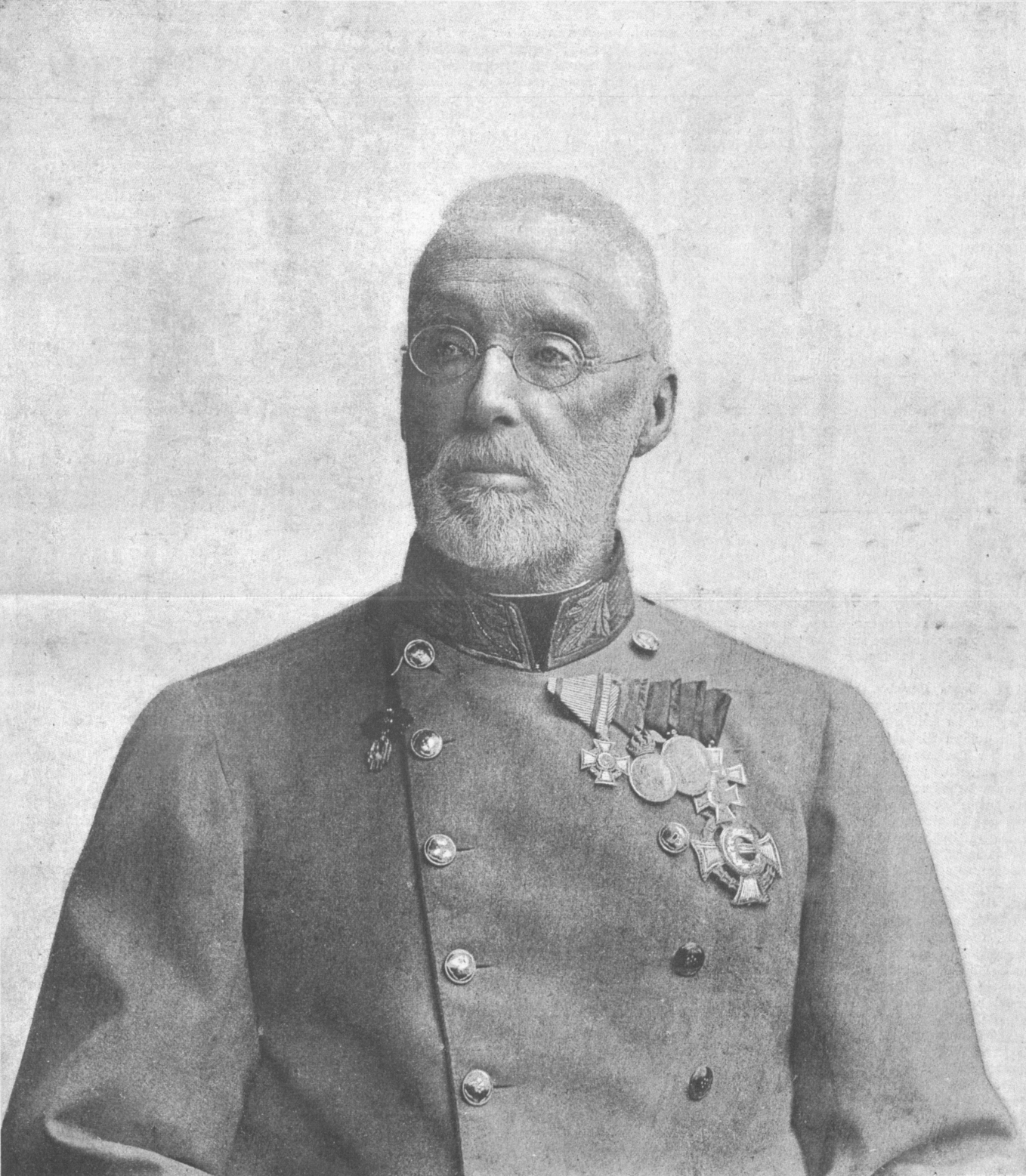
Фото ерцгерцога Альбрехта, виконане придворним фотографом у 1895 р.

## Сім'я та захоплення
В 26 років 19 квітня 1844 р. одружився з баварською принцесою Гільдегардою Луїзою Шарлоттою Терезією Фредерикою. Мав трьох дітей:
- Карл (1847—1848);
- Марія Терезія Анна (1845—1927);
- Матільда Марія Аденгульда (1849—1867).
- Смерть сина, дружини та доньки важко відбились на характері ерцгерцога. Був багатим землевласником, мав віллу в Арко. Любив писати твори військової тематики. У своїй віденській резиденції мав збірку творів мистецтва[6].

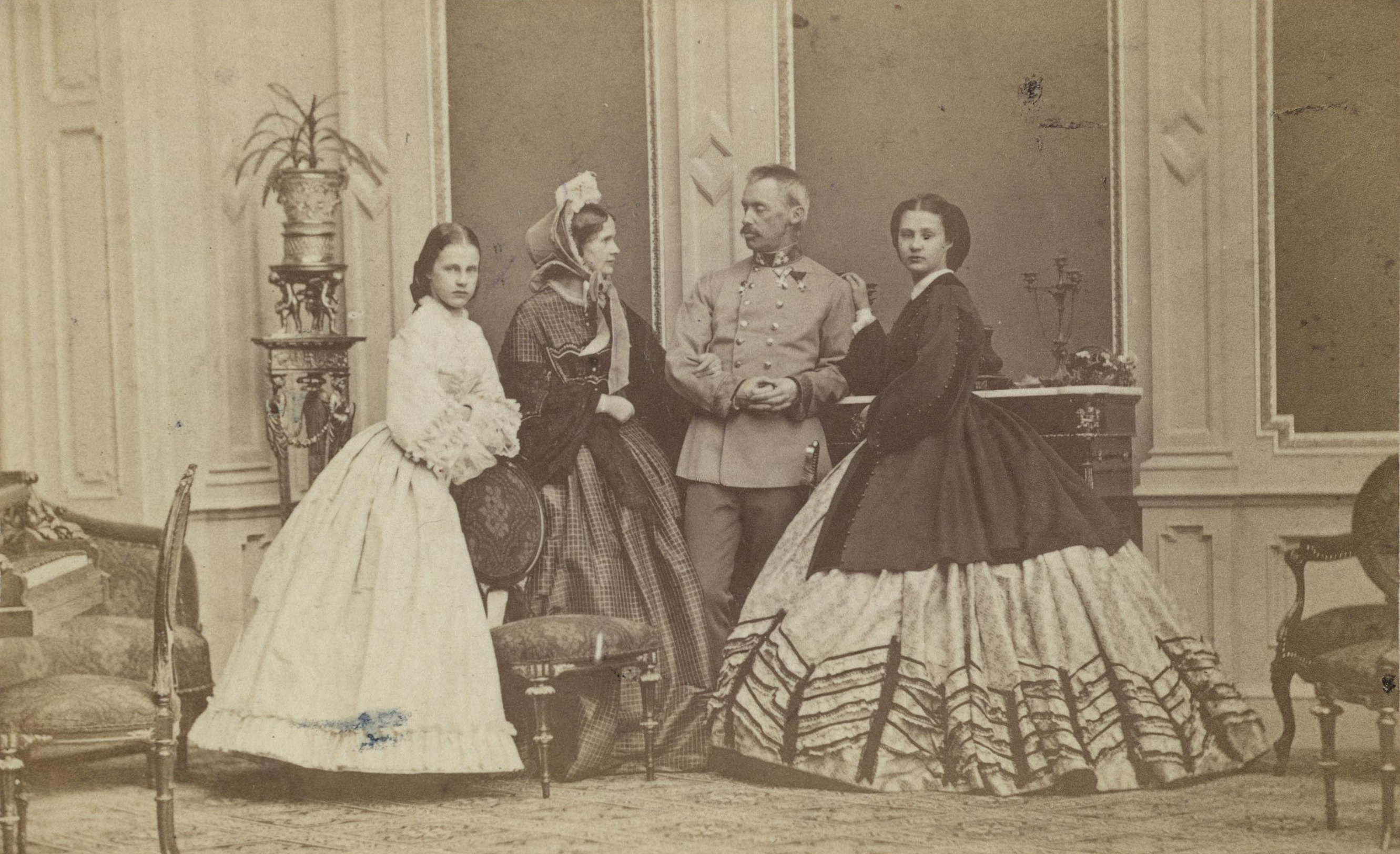
Дружина ерцгерцога з доньками.
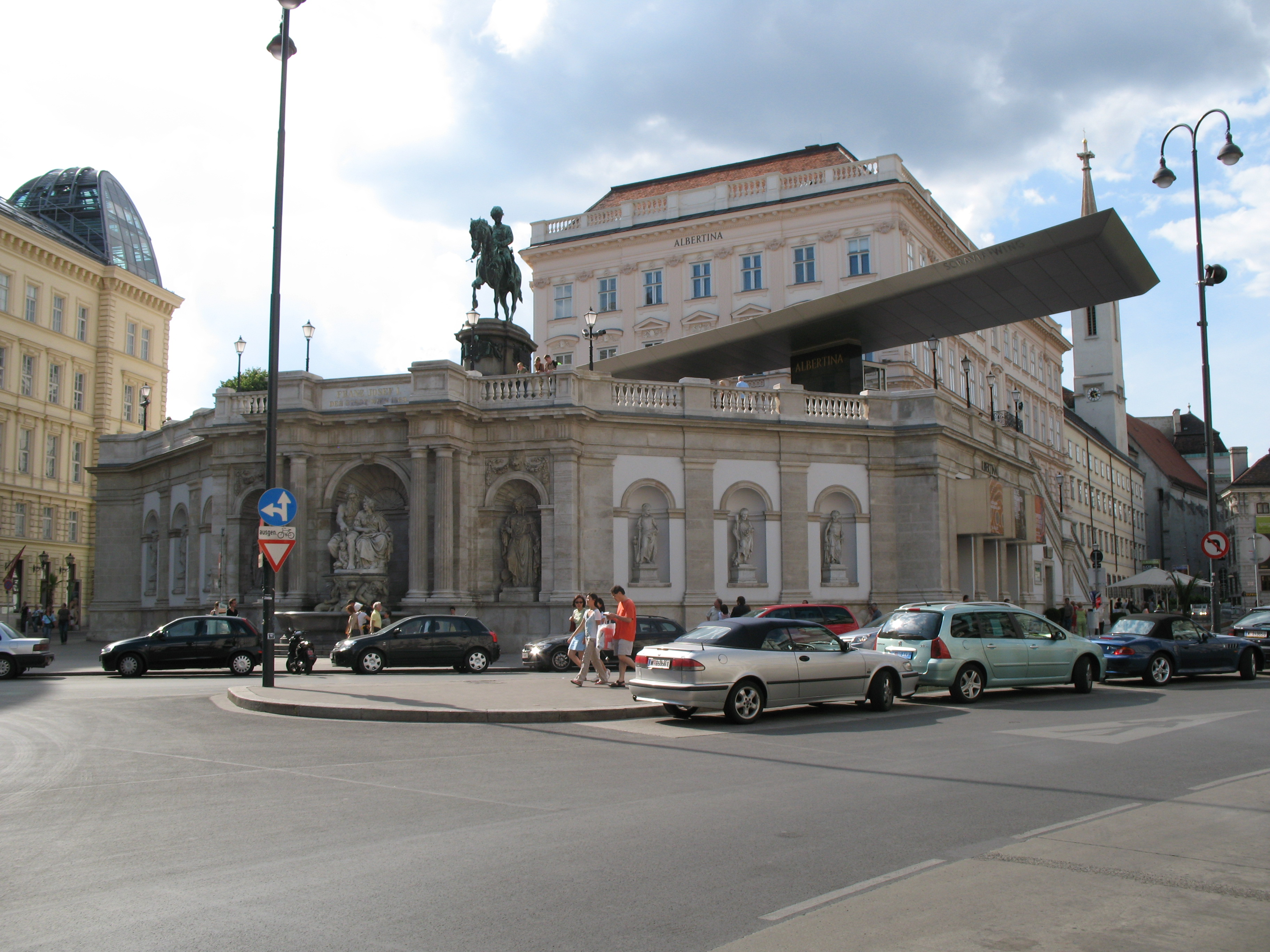
Резиденція Альбрехта у Відні, де розміщується його мистецька збірка Альбертіна.
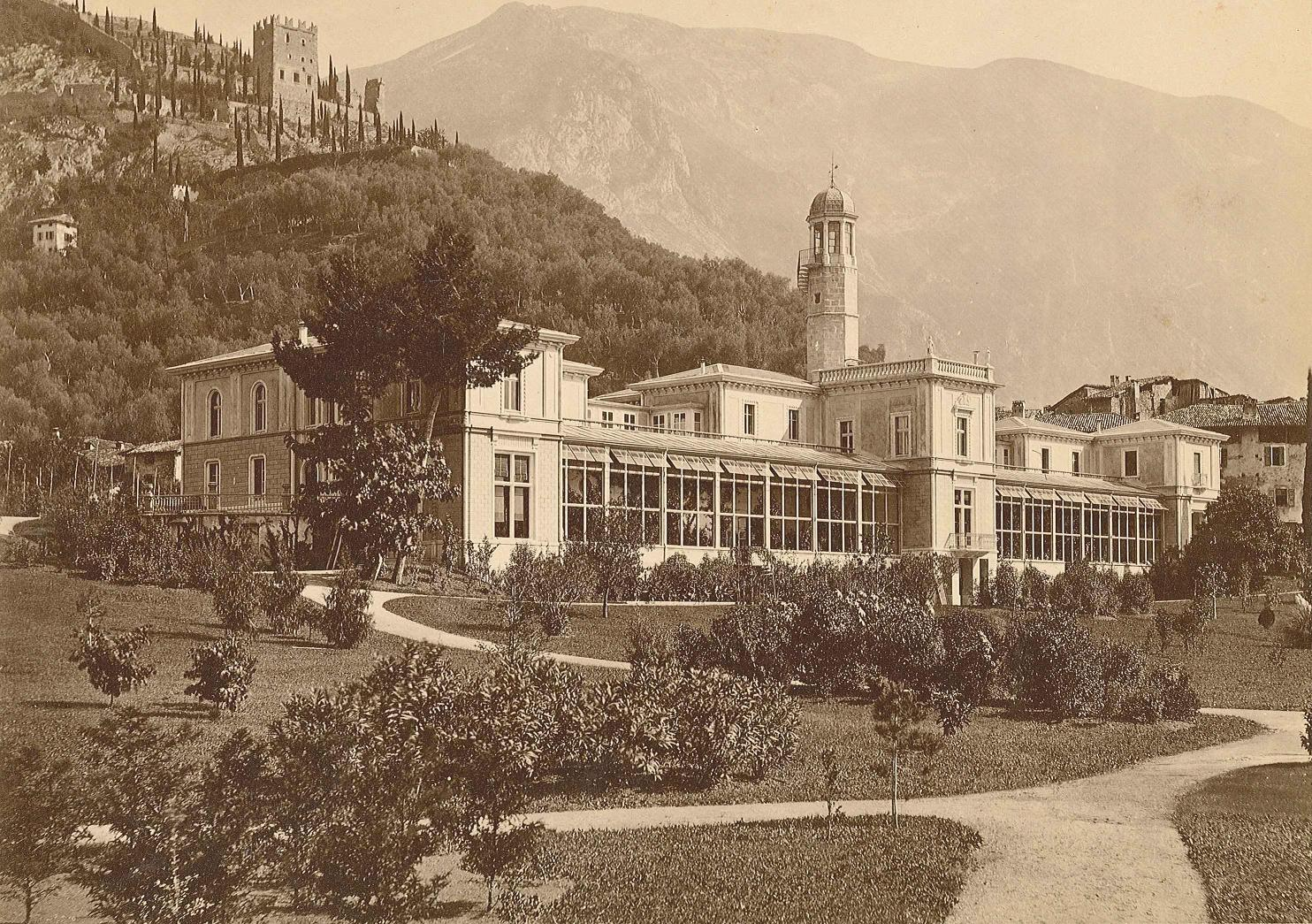
Вілла Альбрехта в Арко, фото 1880 р.

## Нагороди

### Австрійська імперія/Австро-Угорщина
- Орден Золотого руна (1830)
- Королівський угорський орден Святого Стефана, великий хрест (1852)
- Військовий орден Марії Терезії
  - командорський хрест (20 червня 1849)
  - великий хрест (29 серпня 1866)
- Хрест «За військові заслуги» (Австро-Угорщина) 3-го і 1-го класу з військовою відзнакою
- Медаль «За військові заслуги» (Австро-Угорщина)
- Військова медаль (Австро-Угорщина)
- Хрест «За вислугу років» (Австрія) 1-го класу

### Російська імперія
- Орден Андрія Первозванного (20 липня 1839)
- Орден Святого Олександра Невського (20 липня 1839)
- Орден Білого Орла (20 липня 1839)
- Орден Святої Анни 1-го ступеня (20 липня 1839)
- Орден Святого Володимира 1-го ступеня
- Орден Святого Георгія
  - 4-го ступеня (11 травня 1849) — «За італійську кампанію 1848 року.»
  - 3-го ступеня (24 червня 1851) — «За подвиги зразкової мужності і особистої хоробрості, проявлені в італійських походах.»
  - 1-го ступеня (2 липня 1870) — «За війну проти французів 1870 року.»

### Баварське королівство
- Орден Святого Губерта (1843)
- Військовий орден Максиміліана Йозефа, великий хрест

### Ганноверське королівство
- Орден Святого Георгія (Ганновер) (1843)
- Королівський гвельфський орден, великий хрест (1843)

### Прусське королівство
- Орден Чорного орла з ланцюгом
- Орден Червоного орла
  - 1-го класу
  - великий хрест
- Королівський орден дому Гогенцоллернів, великий командорський хрест
- Pour le Mérite (10 квітня 1849)

### Велике герцогство Баденське
- Орден Вірності (Баден) (1856)
- Орден Церінгенського лева, великий хрест (1856)

### Італійське королівство
- Вищий орден Святого Благовіщення (21 вересня 1873)
- Орден Святих Маврикія та Лазаря, великий хрест (21 вересня 1873)
- Орден Корони Італії, великий хрест (21 вересня 1873)

### Іспанія
- Орден Карлоса III, великий хрест з ланцюгом (25 червня 1883)
- Орден Святого Фердинанда, великий хрест

### Королівство Обох Сицилій
- Константинівський орден Святого Георгія, великий хрест
- Орден Святого Фердинанда за заслуги, великий хрест

### Королівство Сербія
- Орден Білого орла, великий хрест
- Орден Таковського хреста, великий хрест

### Інші країни
- Орден Людвіга (Гессен), великий хрест (7 вересня 1843)
- Орден Рутової корони (Саксонське королівство; 1851)
- Орден Віллема, командорський хрест (Нідерланди; 27 червня 1856)
- Орден Леопольда I, велика стрічка (Бельгія; 1 серпня 1856)
- Орден Вюртемберзької корони, великий хрест (Вюртемберзьке королівство; 1856)
- Орден Золотого лева Нассау (червень 1858)
- Орден Білого Сокола, великий хрест (Велике герцогство Саксен-Веймар-Айзенаське; 22 жовтня 1859)
- Орден Слона (Данія; 19 вересня 1881)
- Орден Серафимів (Шведсько-норвезька унія; 20 квітня 1885)
- Бальї Великого хреста честі і вірності (Мальтійський орден)
- Орден Святого Йосипа, великий хрест (Велике герцогство Тосканське)
- Орден Почесного легіону, великий хрест (Франція)
- Орден Південного Хреста, великий хрест (Бразильська імперія)
- Орден «Османіє» 1-го ступеня з діамантами (Османська імперія)
- Орден Вежі й Меча, великий хрест (Португальське королівство)
- Орден Спасителя, великий хрест (Португальське королівство)
- Орден Зірки Румунії, великий хрест з військовою відзнакою
- Орден Генріха Лева, великий хрест (Брауншвейзьке герцогство)
- Орден князя Данила I, великий хрест (Князівство Чорногорія)
- Верховний орден Христа (Ватикан)

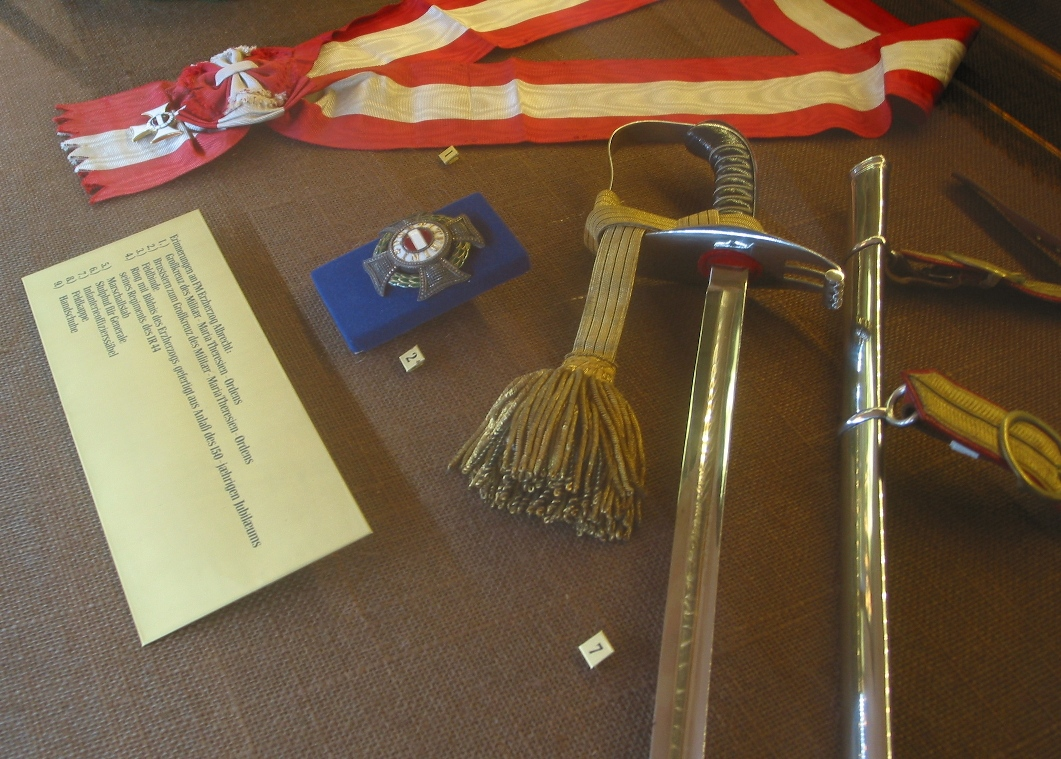
Особиста зброя та знаки Військового Ордена Марії Терезії, які належали ерцгерцогу Альбрехту. Віденський військовий музей
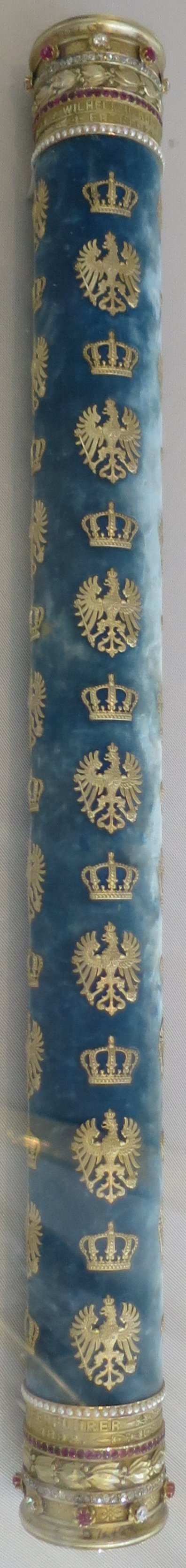
Німецький маршальський жезл від імператора Вільгельма ІІ ерцгерцогу Альбрехту.
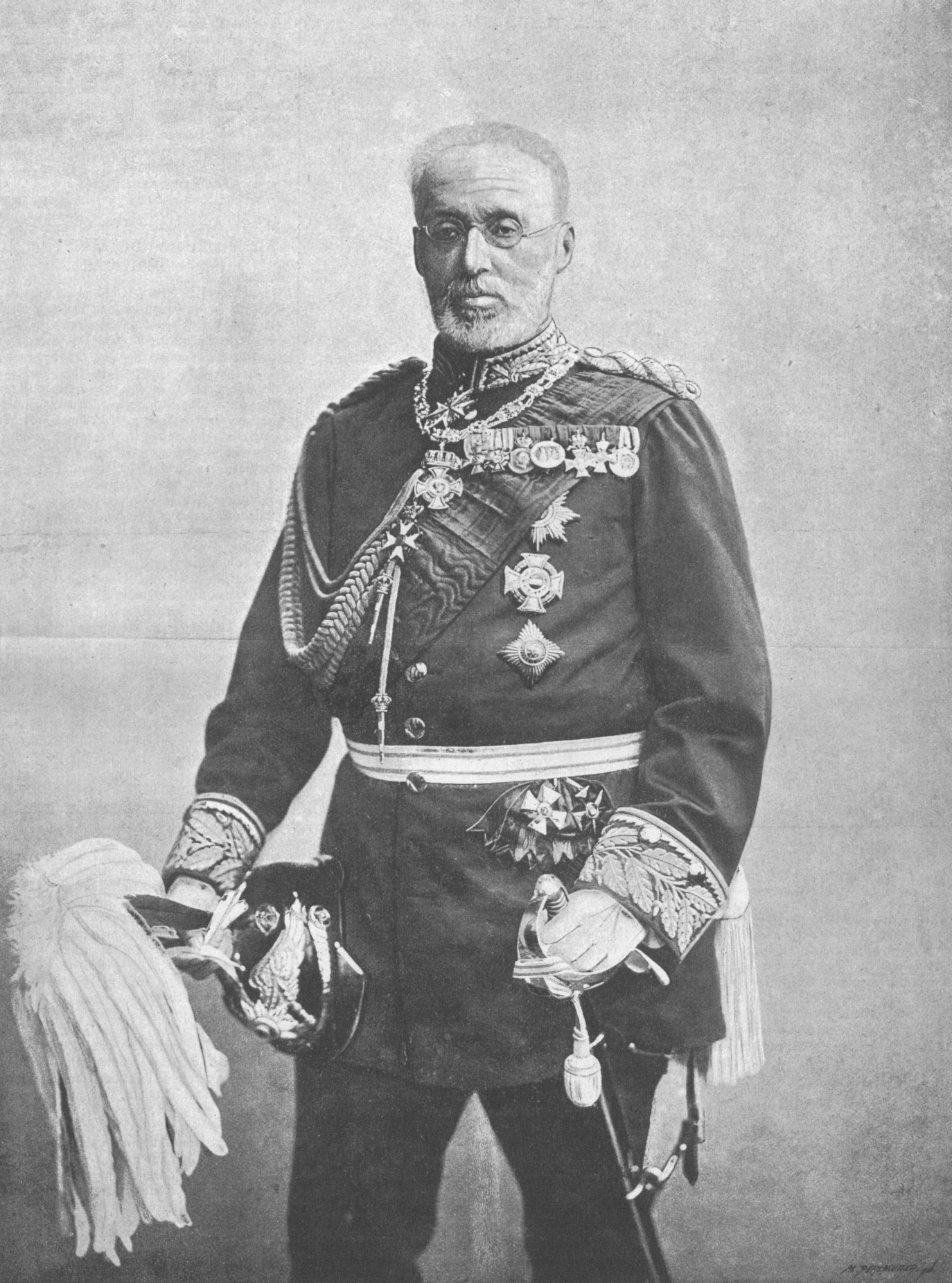
Ерцгерцог Альбрехт в мундирі прусського генерал-фельдмаршала. Фото 1895 р.

## Пам'ять
Ерцгерцог Альбрехт запам'ятався, як автор однієї з найбільших перемог австрійської армії в ХІХ ст. Його твори з військової теорії видавались у Франції,Бельгії та Російській імперії.. У 1899 р. імператор Франц Йосиф І затвердив Пам'ятну відзнаку фельдмаршала ерцгерцога Альбрехта для офіцерів генерального штабу. В цьому ж році у Відні йому було поставлено пам'ятник, автором якого є Каспар фон Цумбаш.

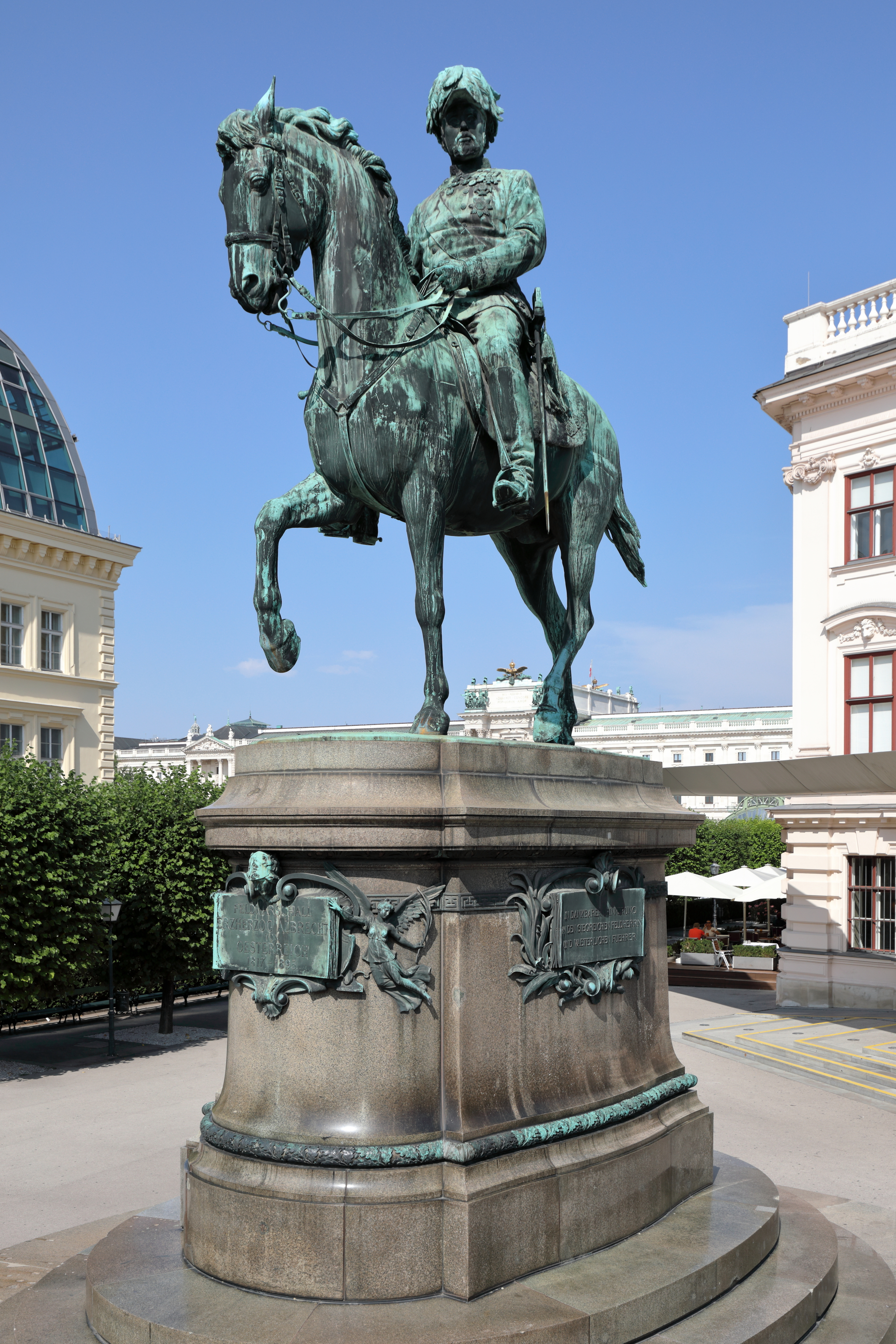
Монумент ерцгерцогу Альбрехту у Відні на площі Альбрехта.
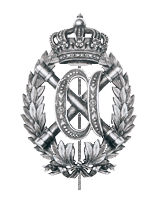
Пам'ятна відзнака фельдмаршала ерцгерцога Альбрехта.

Ерцгерцог Альбрехт Тешенський був шефом Ц. і. К. угорського піхотного полку № 44 та 5-го уланського Литовського і 86-го піхотного Вільманстрандського полків Російської імператорської армії..